# Miral Samardžič
Miral Samardžič (Jesenice, 17 febbraio 1987) è un calciatore sloveno, difensore dello Jesenice.

## Carriera

### Club
Dopo 60 presenze nella prima divisione slovena con il Maribor, nel gennaio del 2010 passa ai moldavi dello Sheriff Tiraspol con cui debutta nelle coppe europee.

### Nazionale
Tra il 2013 ed il 2017 ha giocato complessivamente 15 partite nella nazionale slovena.

## Palmarès

### Club

#### Competizioni nazionali
- Campionato sloveno: 1

Maribor: 2008-2009
- Coppa di Slovenia: 1

Maribor: 2010
- Supercoppa di Slovenia: 1

Maribor: 2009
- Campionato moldavo: 3

Sheriff Tiraspol: 2011-2012, 2012-2013, 2013-2014
- Supercoppa di Moldavia: 2

Sheriff Tiraspol: 2013, 2014
- Supercoppa di Croazia: 1

Rijeka: 2014